# 鳥取県道196号杣小屋曳田線
鳥取県道196号杣小屋曳田線（とっとりけんどう196ごう そまごやひけたせん）は、鳥取県鳥取市を通る一般県道である。

## 概要
鳥取市河原町北村から鳥取市河原町曳田に至る。

### 路線データ
- 起点：鳥取県鳥取市河原町北村
- 終点：鳥取県鳥取市河原町曳田（鳥取県道195号鷹狩渡一木線交点）
- 総延長：11.5 km

## 歴史
- 2022年（令和4年）3月19日 - 曳田バイパス（1.52 km）開通[1]。

## 路線状況
鳥取市河原町天神原 - 鳥取市河原町曳田間において曳田バイパス（1.52 km）が整備され、2022年（令和4年）3月19日に開通。旧道は鳥取市道3233121号天神原曳田線となった。

### 重複区間
- 鳥取県道49号鳥取河原用瀬線（鳥取市河原町北村 - 鳥取市河原町牛戸）

## 地理

### 通過する自治体
- 鳥取県
  - 鳥取市

### 交差する道路
| 交差する道路                            | 交差する場所 | 交差する場所 |
| --------------------------------------- | ------------ | ------------ |
| 鳥取県道49号鳥取河原用瀬線 重複区間起点 | 河原町北村   |              |
| 鳥取県道49号鳥取河原用瀬線 重複区間終点 | 河原町牛戸   |              |
| 鳥取県道231号本鹿高福線                 | 河原町本鹿   |              |
| 鳥取県道195号鷹狩渡一木線               | 河原町曳田   | 終点         |

### 沿線
- 河原湯谷温泉
- 鳥取市立西郷小学校